# Gare de Die
Gare de Die vasútállomás Franciaországban, Die településen.

## Vasútvonalak
Az állomást az alábbi vasútvonalak érintik:
- Livron–Aspres-sur-Buëch-vasútvonal

## Kapcsolódó állomások
A vasútállomáshoz az alábbi állomások vannak a legközelebb:
- Gare de Saillans
- Gare de Luc-en-Diois